# Kathedrale von Choisy-le-Roi

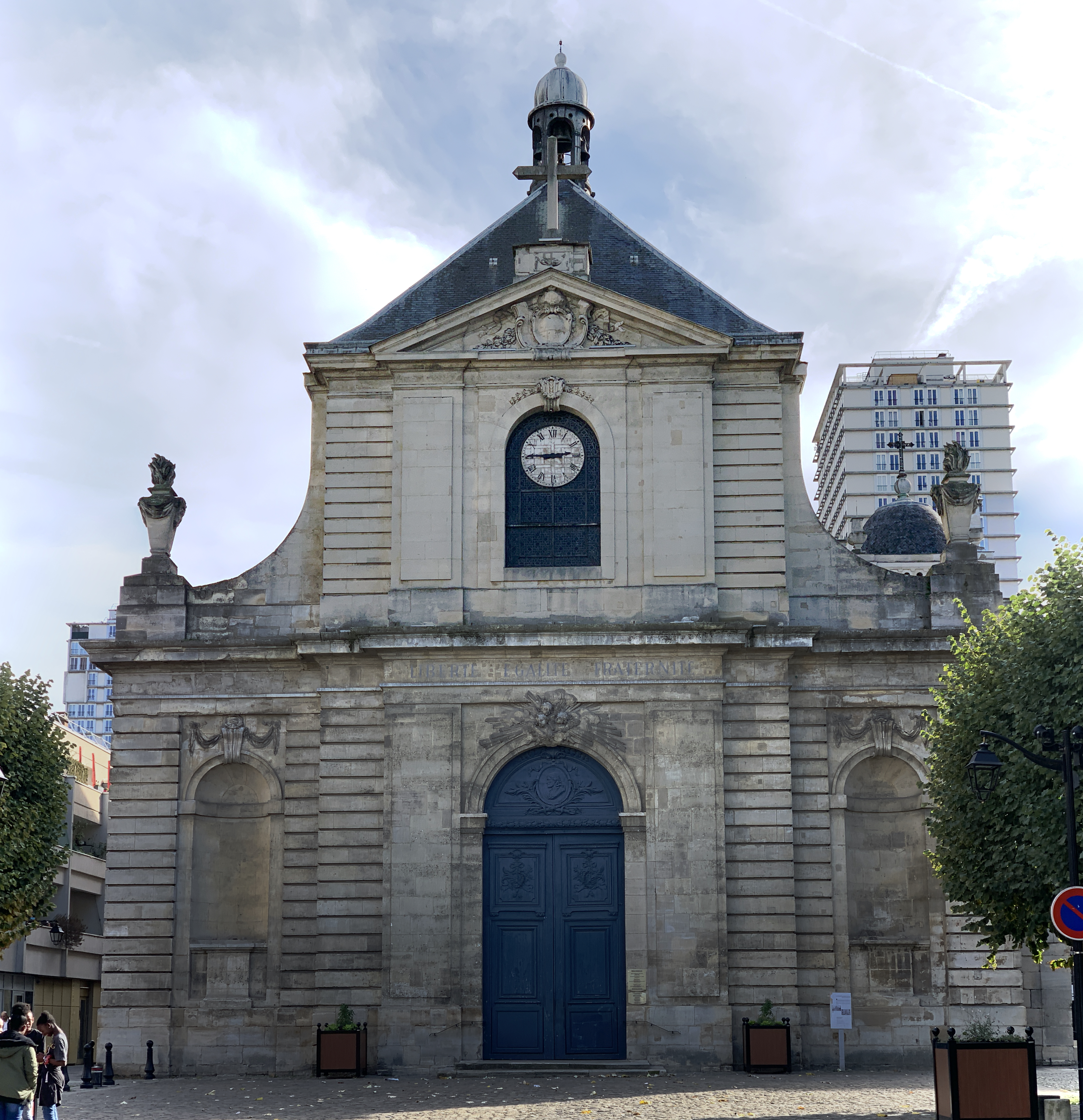
Kathedrale von Choisy-le-Roi – Nordwestseite mit Kirchenportal

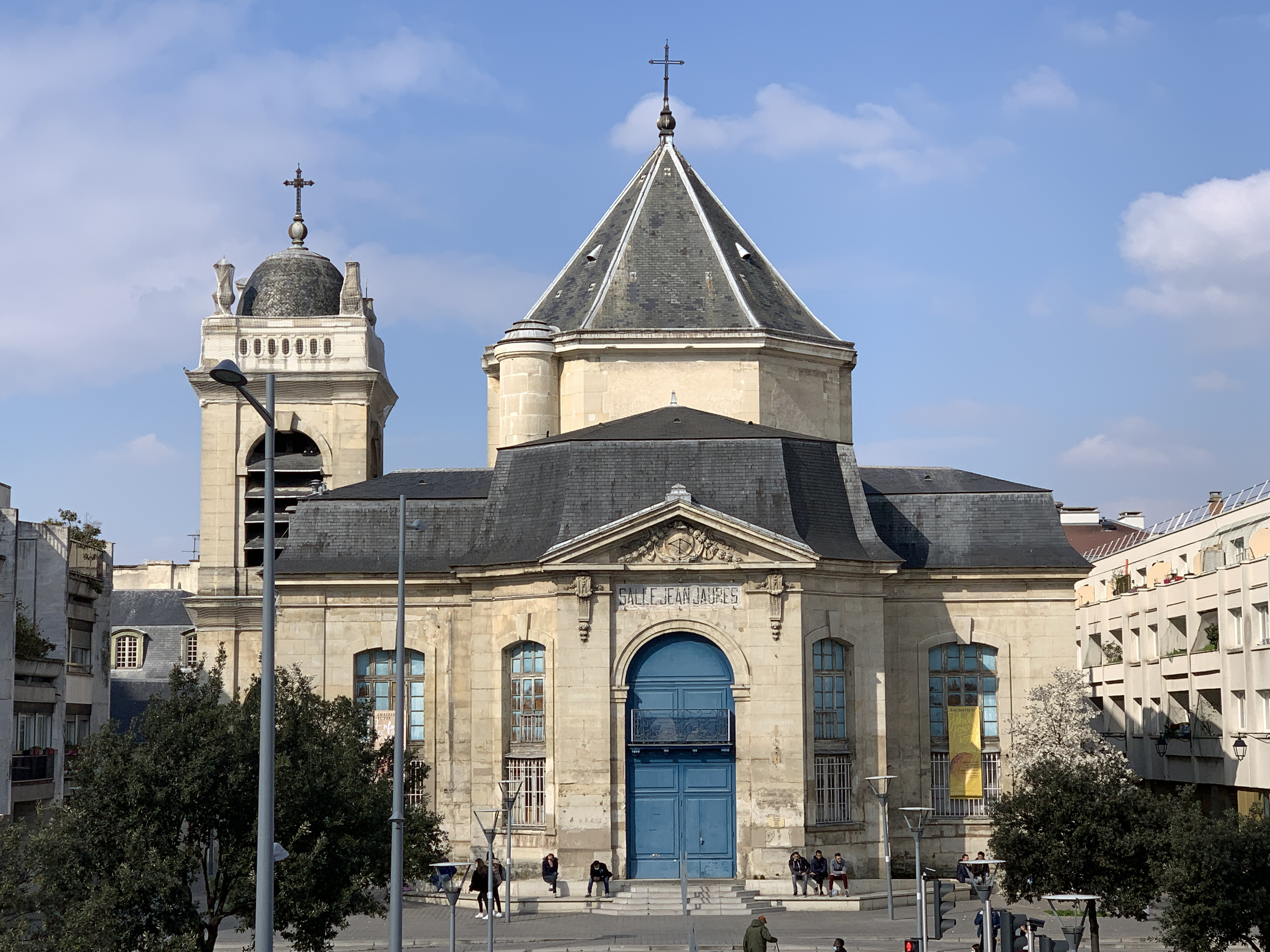
dto. – Südostseite mit Portal zum ehemaligen Privatbereich des Königs

Die unter den Patrozinien der hll. Ludwig und Nikolaus stehende ehemalige Kathedrale von Choisy-le-Roi wurde vom Architekten Ange-Jacques Gabriel in den Jahren 1748 bis 1760 im Stil des Klassizistischen Barock als freistehende Schlosskirche entworfen und erbaut. Im 19. Jahrhundert wurde das Schloss Choisy jedoch abgerissen. Der nur in den Jahren von 1966 bis 1987 als Bischofskirche dienende Kirchenbau ist seit dem Jahr 1975 als Monument historique anerkannt.

## Lage
Die von modernen Neubauten umgebene ehemalige Kathedrale von Choisy-le-Roi steht unweit des Westufers der Seine in einer Höhe von etwa 40 m.

## Geschichte
Im Jahr 1739 erwarb König Ludwig XV. das bereits bestehende Schloss Choisy. Er beauftragte den Architekten Ange-Jacques Gabriel mit dem Bau weiterer Teile, darunter auch den Neubau der Kirche; der König legte im Jahr 1748 höchstpersönlich den Grundstein. Während der Französischen Revolution wurde ein Teil des Baus profaniert; die ehemaligen Privaträume des Königs wurden städtischen Zwecken (darunter ein Ratssaal) zugeführt. In den 1820er Jahren wurde der Komplex mit großem Aufwand restauriert. Im Jahr 1903 zog die Stadtverwaltung aus; daraufhin wurde u. a. ein Polizei-Kommissariat eingerichtet. Weitere Reparaturen erfolgten in den Jahrzehnten danach. Nach der Gründung des Bistums Créteil (1966) diente der Kirchenbau vorübergehend (bis 1987) als Bischofskirche. Erst im ersten Jahrzehnt des 21. Jahrhunderts wurde der Kirchenbau in den heutigen Zustand versetzt und der Öffentlichkeit zugänglich gemacht.

## Architektur
Die Kirche ist nicht geostet, sondern in Nordwest-Südost-Richtung gebaut. Bemerkenswert ist der nur zweigeschossige, überkuppelte und insgesamt sehr gedrungen wirkende Glockenturm (clocher) auf der Südwestseite der Kirche; angeblich fühlte sich der König vom Glockengeläut gestört und so wurde nur mittels einer kleinen Glocke zur Messe gerufen. Im Turm befindet sich seit dem Jahr 1900 ein Glockenspiel (carillon) mit 11 Glocken, das heute neben einem Ave Maria (morgens) auch die Marseillaise (mittags) spielt.
Der im Äußeren ca. 53 m lange und im Innern dreischiffige Bau enthielt neben der eigentliche Kirche auch Annexbauten, die der persönlichen Nutzung durch den König vorbehalten waren; deshalb sieht es so aus, als ob der Bau auch im „Chorbereich“ einen Eingang habe.
Der basilikal angelegte Kirchenraum hat kein Querschiff und somit auch keine Vierung; gleichwohl ragen die beiden Emporen (tribunes) für den König und die Königin beidseitig nach außen vor. Das Mittelschiff ist tonnengewölbt; die Fenster des Lichtgadens sind in Form von Stichkappen eingeschnitten.

## Ausstattung
Die Apsiskalotte enthält ein Fresko der Himmelfahrt Christi. Zwei Figuren stehen zu beiden Seiten des Altarkreuzes: links der hl. Ludwig, der die vom Kreuzzug mitgebrachte Dornenkrone in Händen hält, rechts der hl. Mauritius. Des Weiteren sind der barocke Taufstein (cuve baptismale) und die Kanzel (chaire) zu erwähnen.